# Helmut Wollmann
Helmut Wollmann (* 16. März 1947 in Berlin) ist ein ehemaliger Ruderer aus der DDR. 
Der 1,97 m große Ruderer vom TSC Berlin wurde 1968 zusammen mit Wolfgang Gunkel und Steuermann Klaus-Dieter Neubert DDR-Meister im Zweier mit Steuermann. Die Crew qualifizierte sich damit für die Teilnahme an den Olympischen Spielen in Mexiko und siegte auf der Olympischen Regattastrecke in Xochimilco im Vorlauf und im Halbfinale. Im Finale hatte das Boot im Ziel 0,15 Sekunden Rückstand auf die drittplatzierte dänische Crew und belegte den vierten Platz. 1970 belegten Wollmann, Gunkel und Neubert den zweiten Platz bei den DDR-Meisterschaften. Ab 1971 traten Gunkel und Neubert mit Jörg Lucke an. Wollmann nahm an den DDR-Meisterschaften 1971 im Vierer mit Steuermann des SC Berlin-Grünau teil und belegte den dritten Platz.